# Arachnacris
Arachnacris är ett släkte av insekter. Arachnacris ingår i familjen vårtbitare.
Kladogram enligt Catalogue of Life:
| Arachnacris | \| \| Arachnacris amboinensis \| \| \| \| \| \| Arachnacris corporalis \| \| \| \| \| \| Arachnacris regalis \| \| \| \| \| \| Arachnacris tenuipes \| \| \| \| |
|             | \| \| Arachnacris amboinensis \| \| \| \| \| \| Arachnacris corporalis \| \| \| \| \| \| Arachnacris regalis \| \| \| \| \| \| Arachnacris tenuipes \| \| \| \| |
|             | Arachnacris amboinensis |
|             | |
|             | Arachnacris corporalis |
|             | |
|             | Arachnacris regalis |
|             | |
|             | Arachnacris tenuipes |
|             | |

## Bildgalleri

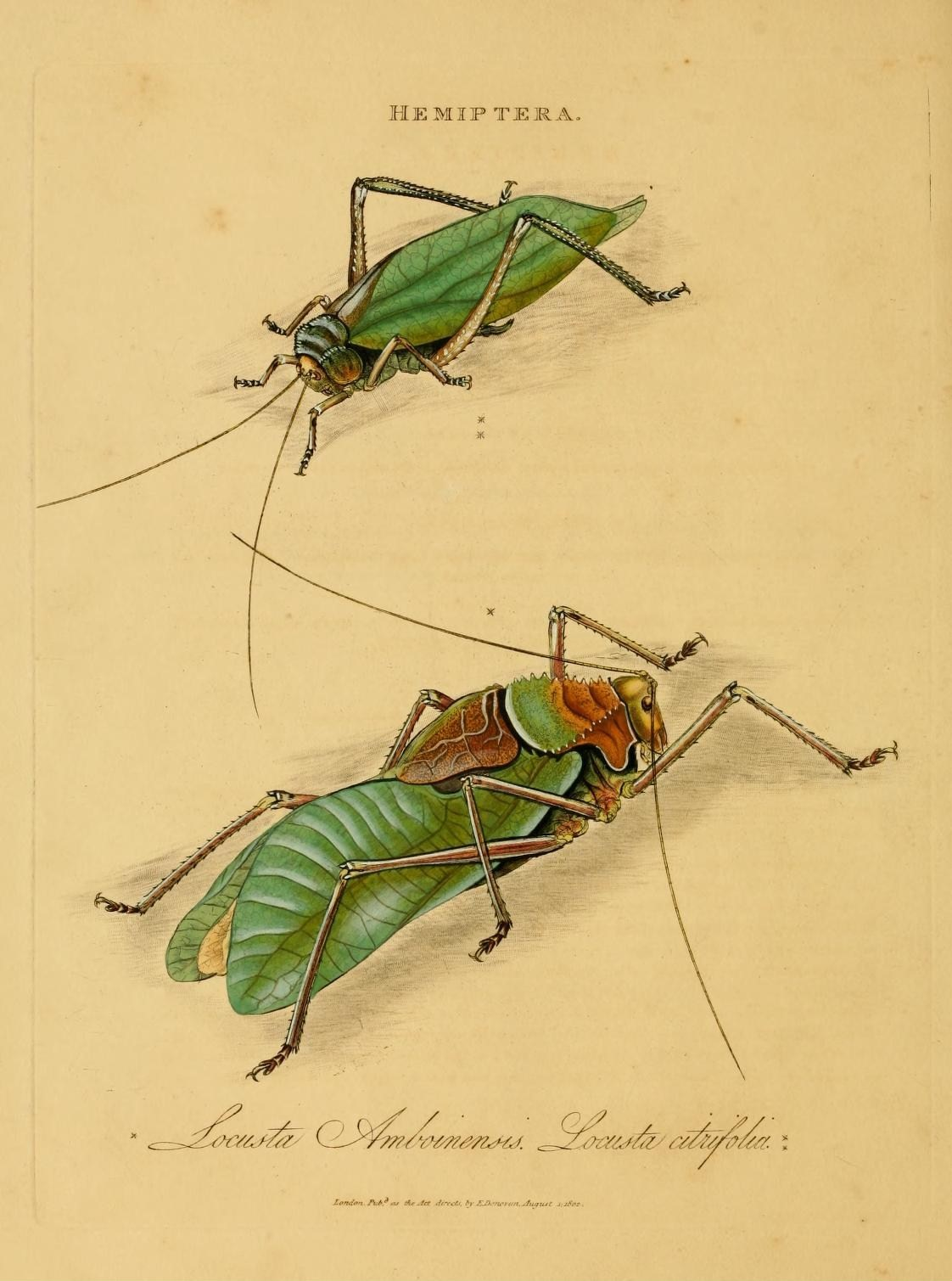
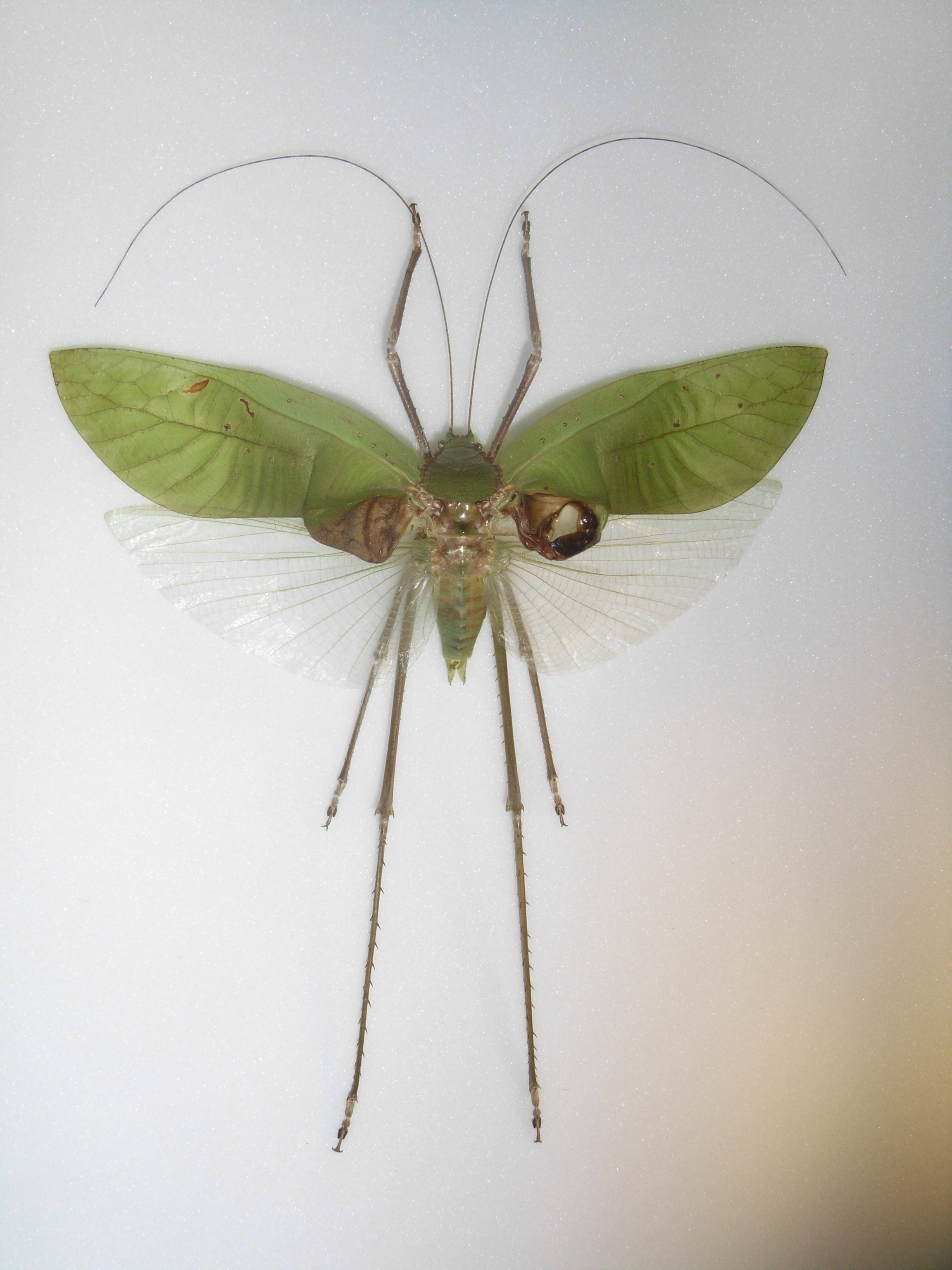
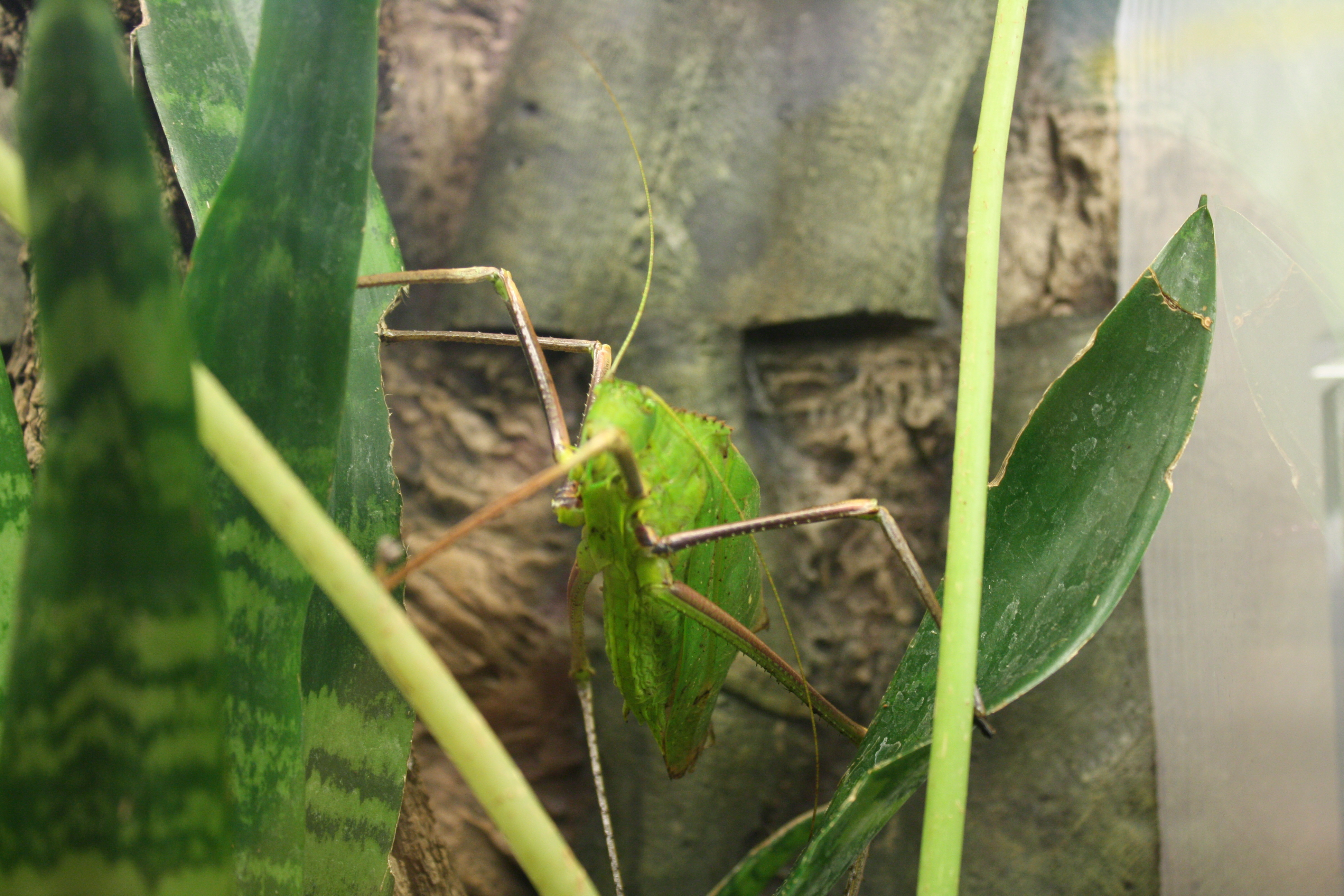